# Inhume
Az Inhume holland brutális death metal/grindcore együttes. 1994-ben alakult. Tagjai Panningenből, illetve Maasbreeből származnak.

## Tagok
- Loek Peeters - basszusgitár (1994-)
- Ben Janssen - gitár (1994-)
- Dorus van Ooij - ének (2004-)
- Dennis Schreurs - ének (2012-)
- Remco Verhees - dob (2015-)

## Korábbi tagok
- Roel Sanders - dob (1994-1997, 1999-2015)
- Richard Ebisch - gitár (1994-1997)
- Johan Dirkx - ének (1994-2003)
- Joost Silvrants - ének (1994-2012)
- Michiel Adriaans - dob (1997)
- Eric de Windt - dob (1998)
- Harold Gielen - gitár (1998-2007)

## Diszkográfia
- Demo 1995
- Demo 1997
- Blood / Inhume (split, 1997)
- Decomposing from Inside (album, 2000)
- Dutch Assault (split, 2003)
- In for the Kill (album, 2003)
- Slimewave Series Volume 6 (split, 2007)
- Chaos Dissection Order (album, 2007)
- Moulding the Deformed (album, 2010)
- Death Napalm (split, 2018)
- Exhume: 25 Years of Decomposition (válogatáslemez, 2018)